# Kevin Kuhn (Radsportler)
Kevin Kuhn (* 18. Februar 1998 in Chêne-Bougeries) ist ein Schweizer Radrennfahrer, der auf Cyclocross spezialisiert ist.

## Sportlicher Werdegang
Als Junior fuhr Kuhn ab der Saison 2014/2015 im UCI-Cyclocross-Weltcup und wurde Anfang 2016 Schweizer Meister. 2019/2020, in seiner letzten U23-Saison, hatte er seinen Durchbruch: Er gewann drei Rennen des U23-Weltcups sowie dessen Gesamtwertung und wurde nunmehr in dieser Kategorie Schweizer Meister, dazu bei den Cyclocross-Weltmeisterschaften 2020 vor Heimpublikum in Dübendorf Vizeweltmeister.
Seine Resultate verschafften Kuhn einen Profivertrag beim belgischen Tormans Cyclocross Team. In der Elite gewann er 2021 und 2022 jeweils die Schweizer Meisterschaften; Ende 2022 war er Dritter beim Weltcuprennen von Val di Sole, als erster Schweizer seit Simon Zahner in der Saison 2012/2013. 2023 und 2024 musste er Timon Rüegg den Vortritt bei den Schweizer Meisterschaften lassen.
Bis 2024 gewann Kuhn 18 Rennen des internationalen Kalenders, die Mehrzahl davon in den Schweizer Rennserien EKZ CrossTour bzw. Swiss Cyclocross Cup. Seine beste Platzierung bei Elite-Weltmeisterschaften war der neunte Platz 2022.

## Erfolge
2015/2016
 Schweizer Meister (Junioren)
2019/2020
 Schweizer Meister (U23)
 Weltmeisterschaften (U23)
Weltcup (U23) – Gesamtwertung / Bern, Namur, Zolder
2020/2021
 Schweizer Meister
2021/2022
 Schweizer Meister
2024/2025
 Schweizer Meister